# Мыс Лазарева (пролив Невельского)
Мыс Ла́зарева — мыс на западном берегу Татарского пролива в Охотском море. Разделяет Амурский лиман с севера и пролив Невельского с юга.
Назван в честь русского флотоводца и мореплавателя, адмирала, командующего Черноморским флотом (1834—1851) и первооткрывателя Антарктиды Михаила Лазарева.
Мыс находится на небольшом полуострове, который связан с материком узким перешейком. Южнее мыса находится посёлок городского типа Лазарев (Николаевский район Хабаровского края России), который до 1952 года носил название Мыс Лазарева. Западнее мыса на этом же полуострове находится порт Мыс Лазарева и мыс Ермак.
Является одной из ближайших материковых точек к Сахалину (до мыса Погиби около 7,8 км). Исторически мыс использовался нивхами для сообщения с Сахалином. Вторая точка — близлежащий с юга мыс Средний (около 7,5 км от мыса Погиби), от которого строился тоннель на остров.